# Campyloneurum densifolium
Campyloneurum densifolium är en stensöteväxtart som först beskrevs av Georg Hans Emmo Wolfgang Hieronymus, och fick sitt nu gällande namn av David Bruce Lellinger. Campyloneurum densifolium ingår i släktet Campyloneurum och familjen Polypodiaceae. Inga underarter finns listade.